# Волкан Бозкир
Волкан Бозкир (22 листопада 1950, Анкара) — турецький дипломат. Голова 75-ї сесії Генеральної Асамблеї ООН (2020—2021).

## Життєпис
Волкан Бозкир народився 22 листопада 1950 року в Анкарі. Закінчив факультет права Університету Анкари. Володіє англійською і французькою мовами..
У 1975—1978 рр. — Віце-консул Генерального консульства у Штутгарті, Німеччина
У 1978—1980 рр. — Другий, Перший секретар Посольства в Багдаді, Ірак
У 1980—1982 рр. — Начальник відділу двостороннього економічного відділу
У 1982—1986 рр. — Перший секретар та радник Постійної делегації при ОЕСР в Парижі
У 1986—1987 рр. — Заступник начальника управління багатосторонніх економічних питань
У 1987—1989 рр. — Радника з питань зовнішньої політики Прем'єр-міністра Тургут Озала
У 1989—1992 рр. — Генеральний консул у Нью-Йорку, США
У 1992—1996 рр. — Головний радник з питань зовнішньої політики Кабінету Міністрів та Президентів Тургут Озала та Сулейман Демірель
У 1996—2000 рр. — Посол Туреччини у Бухаресті, Румунія.
У 2000—2003 рр. — Заступник Генерального секретаря з питань Міністерства закордонних справ ЄС
У 2003—2005 рр. — Заступник секретаря Міністерства закордонних справ
У 2005—2009 рр. — Постійний представник Туреччини при Європейському Союзі
У 2009—2011 рр. — Генеральний секретар у справах ЄС Міністерство закордонних справ Туреччини
У 2014—2020 рр. — міністр у справах Євросоюзу і глава делегації Туреччини на переговорах з ЄС.
З 2020 до 2021 року — Президент 75-ї Генеральної Асамблеї ООН, Нью-Йорк.
Бозкир очолює Комітет з питань зовнішньої політики парламенту Туреччини.